# Ayer (Massachusetts)
Ayer – miasto w Stanach Zjednoczonych, w stanie Massachusetts, w hrabstwie Middlesex.